# Andrea Faciu
Andrea Faciu este o artistă, actriță și cântăreață germană de origine română. A urmat studiile Akademie der Bildenden Künste, München, Germania, la clasa profesorului Olaf Metzel, iar actualmente locuiește în Germania.

## Expoziții
- 2010 Renaissance Society of Chicago[2]
- 2009 La Biennale di Venezia, Pavilionul românesc[3]
- 2009 OPEN e v+ a , Limerick[4]

## Filmografie
2005 Schläfer

## Premii
2007 Premiul Villa Romana